# Chanbria regalis
Espèce
Chanbria regalis est une espèce de solifuges de la famille des Eremobatidae.

## Distribution
Cette espèce est endémique de Californie aux États-Unis,.

## Description
Les mâles mesurent de 25,5 à 26,0 mm.
La femelle décrite par Muma en 1962 mesure 27,0 mm.

## Publication originale
- Muma, 1951 : The Arachnid order Solpugida in the United States. Bulletin of the American Museum of Natural History, no 97, p. 31-141 (texte intégral).